# Stephen Brislin
Stephen Brislin (Welkom, 1956. szeptember 24. –) dél-afrikai római katolikus pap, 2024 óta a Johannesburgi főegyházmegye érseke, bíboros. 2010 és 2024 között a Fokvárosi főegyházmegye érseke volt.

## Életrajz
Stephen Brislin 1956. szeptember 24-én született Wlkomban. Skót és ír származású. Általános és középiskolába ott járt a Szent Ágnes kolostorban és a Keresztény Testvérek iskoláiban. Pszichológiát tanult a Fokvárosi Egyetemen. Filozófiát a pretoriai Vianney Szent János Szemináriumban. teológiát pedig a londoni Mill Hill-i Missziós Intézetben tanult. A Leuveni Katolikus Egyetemen szerzett bakkalaureátust. 1983. november 19-én szentelték pappá a dél-afrikai Kroonstadi egyházmegyében.

### Püspök
XVI. Benedek pápa 2006. október 17-én kinevezte őt a Kroonstadi egyházmegye püspökévé. Püspökké szentelte 2007. január 28-án Jabulani Adatus Nxumalo O.M.I., a Bloemfonteini főegyházmegye érseke.

### Érsek
Benedek pápa 2009. december 18-án Brislint a Fokvárosi főegyházmegye érsekévé nevezte ki. Beiktatására 2010. február 7-én került sor a Bellville Velodrome-ban.
2013-tól 2019-ig a Dél-Afrikai Katolikus Püspöki Konferencia elnöke volt. A konferencia elnökeként részt vett a 2014 októberi családszinóduson, ahol a tíz munkacsoport egyikének relátora lett, ahol munkáját dicsérték. Részt vett a 2015 szeptemberi ülésszakon is.
2018 januárjában Brislin a Gázai övezetbe látogatott az éves szentföldi koordináció részeként, amely a püspökök nemzetközi erőfeszítése a béke és a kommunikáció támogatására.

### Bíboros
2023. július 9-én Ferenc pápa bejelentette, hogy a szeptember 30-i konzisztóriumon bíborossá kívánja kreálni. Ezen a konzisztóriumon a Santa Maria Domenica Mazzarello templomot jelölték ki címtemplomául.
2023. október 4-én Ferenc pápa kinevezte a Szenttéavatási Ügyek Dikasztériuma tagjává.
2024. október 28-án a pápa kinevezte a Johannesburgi főegyházmegye érsekévé, Buti Joseph Tlhagale érsek utódjává.

## Címer
|  | Jelmondata: Veritas in Caritate Igazság a szeretetben |